# Montanha Silva
Montanha Silva (nacido el 4 de febrero de 1977) es un peleador brasileño retirado de Kickboxing, artes marciales mixtas y luchador profesional. Silva es conocido por su gran físico, 211cm de altura y 142kg de peso.

## K-1
El 29 de junio de 2003 Silva debutaba en K-1, con un estilo de lucha que destaca como una defensa sólida.
Su primer combate fue el 29 de junio de 2003 en el evento K-1 BEAST II 2003 en Japón, contra Musashi un oponente experimentado. Silva fue descalificado ya que golpeo a este en la lona, dejándolo inconsciente.

El 21 de octubre de 2003 fue su segundo combate en el evento K-1 Survival 2003 Japan GP Final en Japón, de nuevo contra Musashi ya que éste hizo una petición de revancha. Silva pierde el combate por decisión unánime.
El 31 de diciembre de 2003 fue su tercer combate en el evento K-1 Premium 2003 Dynamite!! en Japón, contra Ernesto Hoost, una leyenda de K-1. Silva perdió el combate por decisión unánime.
El 15 de febrero de 2004 fue su cuarto combate en el evento K-1 Burning 2004 en Japón, contra el experimentado Yusuke Fujimoto. Silva lo noqueó con un recto de derecha. Esta fue su primera victoria en el K-1.
El 26 de junio de 2004 fue su quinto combate en el evento K-1 Beast 2004 in Shizuoka en Japón, contra Butterbean, un boxeador experimentado de 180cm y 165kg. Silva estuvo poco vistoso en el combate pero Butterbean no llegaba a la cara de Silva con sus ganchos largos, sin embargo Silva si llegaba mediante patadas a la cara. Silba ganó el combate por decisión unánime.
El 19 de marzo de 2005, tuvo lugar el último combate de Silva en K-1, contra Semmy Schilt uno de los mejores kickboxers del mundo en el evento K-1 World GP 2005 en Seúl en Corea del Sur, por lo que noqueó a Silva mediante una patada derecha baja y un gancho de izquierda.
El 8 de abril de 2006 tuvo lugar un sexto combate de Silva en Brasil en el evento Demolition Fight 3, contra Eduardo Maiorino. Silva perdió el combate por decisión split.

## IGF
Silva fue contratado por la empresa desde 2007 a 2011. Con 17 combates: 3 victorias, 12 derrotas y 2 combates no contestados.
1º Combate el 08-09-2007 ante Kiyoshi Tamura, Montanha Silva pierde en (7:49), en el IGF Genome @ NGK Insulators Hall in Aichi, Japón.
2º Combate el 20-12 2007 ante Josh Barnett, Montanha Silva pierde en (5:04), en el IGF Genome2 ~ Inoki Fighting Xmas @ Ariake Colosseum in Tokio, Japón.
3º Combate el 16-02-2008 ante Hitokui Yoshiki, Montanha Silva pierde en (3:21), IGF Genome3 ~ Inoki Memorial 65 @ Ariake Colosseum in Tokio, Japón.
4º Combate el 12-04-2008 ante Jan Nortje, Montanha Silva pierde por descalificación en (4:44), IGF Genome4 @ Osaka Prefectural Gymnasium #2 in Osaka, Japón.
5º Combate el 23-06-2008 Montanha Silva gana a Naoya Ogawa en (9:01), IGF Genome5 ~ Hokkaido Genki Summit @ Tsukisamu Alphacourt Dome in Hokkaido, Japón.
6º Combate el 25-06-2008 Montanha Silva gana a Yuki Ishikawa en (5:51), IGF Inoki Genki Festival in Hakodate ~ Hakodate Tomodachi Bom-Ba-Ye @ Hakodate Citizen Gymnasium in Hakodate, Hokkaido, Japón.
7º Combate el 15-08-2008 Naoya Ogawa gana a Montanha Silva (9:16), IGF Genome6 ~Toukon Bom-Ba-Ye~ @ Ryogoku Kokugikan in Tokio, Japón.
8º Combate el 24-11-2008 Yoshihiro Takayama gana a Montanha Silva en (5:02), IGF Genome7 @ Aichi Prefectural Gymnasium in Nagoya, Aichi, Japón.
9º Combate el 15-03-2009 Naoya Ogawa & The Predator ganan a Montanha Silva & Yoshihiro Takayama en (12:48), IGF Genome8 @ Hiroshima Sun Plaza in Hiroshima, Japón.
10º Combate el 03-11-2009 Bob Sapp gana a Montanha Silva (2:52), IGF Genome10 @ Tokyo JCB Hall in Tokio, Japón.
11º Combate el 03-12-2010 Shinichi Suzukawa gana a Montanha Silva (4:48), IGF Inoki Bom-Ba-Ye 2010 @ Ryogoku Kokugikan in Tokio, Japón.
12º Combate el 05-02-2011 por el IGF Title Tournament First Round: Josh Barnett gana a Montanha Silva (5:53), IGF Genome14 @ Fukuoka International Center in Fukuoka, Japón.
13º Combate el 10-07-2011 Montanha Silva gana a  Taka Kunou (5:17), IGF Genome16 @ Tokyo Dome City Hall in Tokio, Japón.
14º Combate el 	27-08-2011 Ray Sefo gana a Montanha Silvavía descalificación DQ (3:40), IGF Inoki Genome ~ Super Stars Festival 2011 @ Ryogoku Kokugikan in Tokio, Japón.
15º Combate el 03-09-2011 Jerome Le Banner gana a Montanha Silva (4:56), IGF Genome17 @ Aichi Prefectural Gymnasium in Nagoya, Aichi, Japón.
16º Combate el 02-12-2011 Alexander Kozlov se iba a enfrentar a  Montanha Silva pero éste no contesta - No Contest (4:39), IGF Inoki Bom-Ba-Ye 2011 @ Ryogoku Kokugikan in Tokio, Japón.
17º Combate 04-12-2011 Atsushi Sawada & Hideki Suzuki vs. Montanha Silva & Shinichi Suzukawa - No Contest (14:23), IGF Fighting Spirit Festival In Iwaki @ Iwaki Meisei University in Iwaki, Fukushima, Japón.

## MMA
Silva lleva un tiempo entrenando artes marciales mixtas desde 2011 hasta la actualidad.

## Récord en Kickboxing
| Resultado | Récord | Oponente         | Método                                      | Evento                             | Fecha                   | Ronda | Tiempo | Localización        | Notas                          |
| --------- | ------ | ---------------- | ------------------------------------------- | ---------------------------------- | ----------------------- | ----- | ------ | ------------------- | ------------------------------ |
| Derrota   | 2–5    | Eduardo Maiorino | Decisión split 1-2                          | Demolition Fight 3                 | 8 de abril de 2006      | 3     | 3:00   | São Paulo, Brasil   |                                |
| Derrota   | 2–4    | Semmy Schilt     | KO (patada derecha baja & gancho izquierdo) | K-1 World Grand Prix 2005 in Seoul | 19 de marzo de 2005     | 1     | 1:22   | Seúl, Corea del Sur |                                |
| Victoria  | 2–3    | Butterbean       | Decisión unánime 3-0 (30-29, 30-29, 30-29)  | K-1 Beast 2004 in Shizuoka         | 26 de junio de 2004     | 3     | 3:00   | Shizuoka, Japón     |                                |
| Victoria  | 1–3    | Yusuke Fujimoto  | 3R 1:03 KO (Puñetazo derecho)               | K-1 Burning 2004                   | 15 de febrero de 2004   | 3     | 1:03   | Okinawa, Japón      |                                |
| Derrota   | 0–3    | Ernesto Hoost    | Decisión unánime 0-3 (28-30, 27-30, 27-30)  | K-1 Premium 2003 Dynamite!!        | 31 de diciembre de 2003 | 3     | 3:00   | Nagoya, Japón       |                                |
| Derrota   | 0–2    | Musashi          | Decisión unánime 0-3 (28-30, 29-30, 28-30)  | K-1 Survival 2003 Japan GP Final   | 21 de agosto de 2003    | 3     | 3:00   | Yokohama, Japón     | K-1 Survival Japan GP 2003 1/4 |
| Derrota   | 0–1    | Musashi          | Descalificación (Golpe en la lona)          | K-1 BEAST II 2003                  | 29 de junio de 2003     | 2     | 1:50   | Saitama, Japón      |                                |